# 紐約飯店

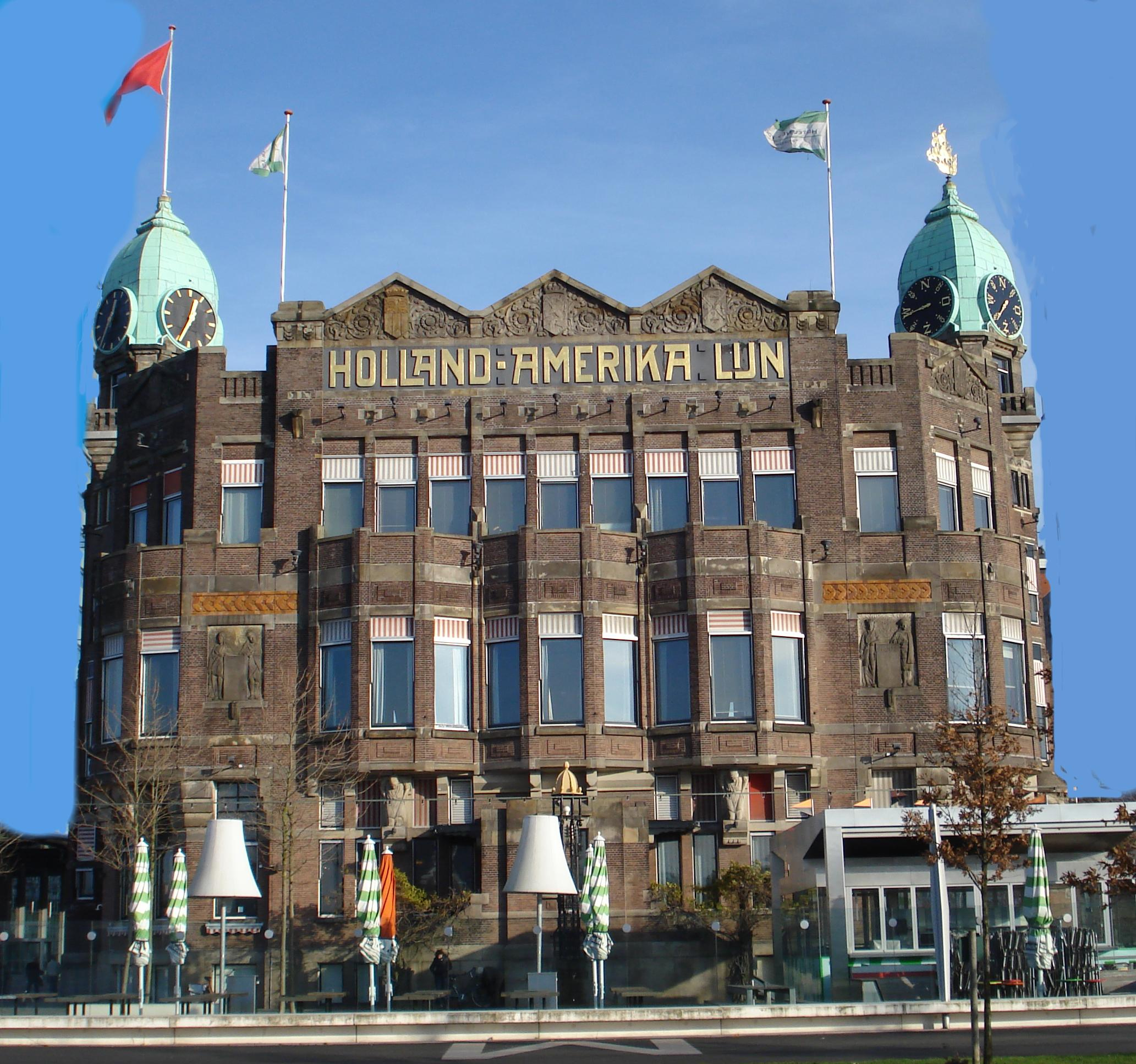
紐約飯店

紐約飯店（Hotel New York）是荷蘭城市鹿特丹的一座飯店。

## 历史
這座建築曾是荷美郵輪的辦公樓。2000年開始，紐約飯店被列入荷蘭的國家遺產。荷蘭歌手Anouk在此寫下了她的專輯紐約飯店。

## 外部連結
- 官方网站

51°54′15″N 4°29′03″E / 51.90417°N 4.48417°E